# Veronika Kuděrmetovová
Veronika Kuděrmetovová (rusky Вероника Эдуардовна Кудерметова, Veronika Eduardovna Kuděrmetova, * 24. dubna 1997 Kazaň) je ruská profesionální tenistka. Ve své dosavadní kariéře na okruhu WTA Tour vyhrála dva turnaje ve dvouhře a devět ve čtyřhře včetně Turnaje mistryň 2022. V sérii WTA 125 vybojovala jednu singlovou a čtyři deblové trofeje. V rámci okruhu ITF získala čtyři tituly ve dvouhře a šestnáct ve čtyřhře.
Na žebříčku WTA byla ve dvouhře nejvýše klasifikována v říjnu 2022 na 9. místě a ve čtyřhře v červnu téhož roku na 2. místě. Trénuje ji manžel Sergej Děmechin.  Trenérský štáb v září 2023 dočasně rozšířil Dmitrij Tursunov.
V ruském týmu Billie Jean King Cupu debutovala v roce 2014 hobartským čtvrtfinále Světové skupiny proti Austrálii, v němž prohrála dvouhru se Samanthou Stosurovou. Australanky zvítězily 4:0 na zápasy. Do roku 2026 v soutěži nastoupila k šesti mezistátním utkáním s bilancí 0–3 ve dvouhře a 3–1 ve čtyřhře.

## Tenisová kariéra
V rámci hlavních soutěží událostí okruhu ITF debutovala v srpnu 2011, když na turnaj v rodné Kazani s dotací 50 tisíc dolarů obdržela s Polinou Novosělovou divokou kartu do čtyřhry. V úvodním kole podlehly krajankám Jevgeniji Rodinové a Valeriji Solovjovové. Premiérový titul v této úrovni tenisu vybojovala v červnu 2013 na šymkentském turnaji s rozpočtem 10 tisíc dolarů. Ve finále čtyřhry s Margaritou Lazarjevovou přehrály kazachstánsko-ruský pár Jekatěrina Gubanovová a Darja Lodikovová. První singlovou trofej si odvezla z Astany v březnu 2014, kde v závěrečném duelu zdolala krajanku Olgu Dorošinovou.
Na okruhu WTA Tour debutovala únorovým čtvrtfinále Světové skupiny Fed Cup 2014 proti Austrálii, v němž prohrála se Stosurovou. První individuální turnaj si zahrála ve čtyřhře moskevského Kremlin Cupu 2014, kam získala divokou kartu s Jevgeniji Rodinovou. Ve čtvrtfinále je porazila ruská dvojice Margarita Gasparjanová a Alexandra Panovová. Do dvouhry na túře WTA premiérově nastoupila na travnatém Libéma Open 2018 v 's-Hertogenboschi, kde prošla kvalifikačním sítem. V úvodním kole přehrála čtvrtou nasazenou Estonku Anett Kontaveitovou a poté Švýcarku Belindu Bencicovou. Ve čtvrtfinále ji zastavila srbská turnajová sedmička a vítězka turnaje Aleksandra Krunićová. Průlom do elitní světové stovky žebříčku WTA dvouhry zaznamenala v jeho vydání ze 4. února 2019, když se posunula ze 108. na 98. místo.

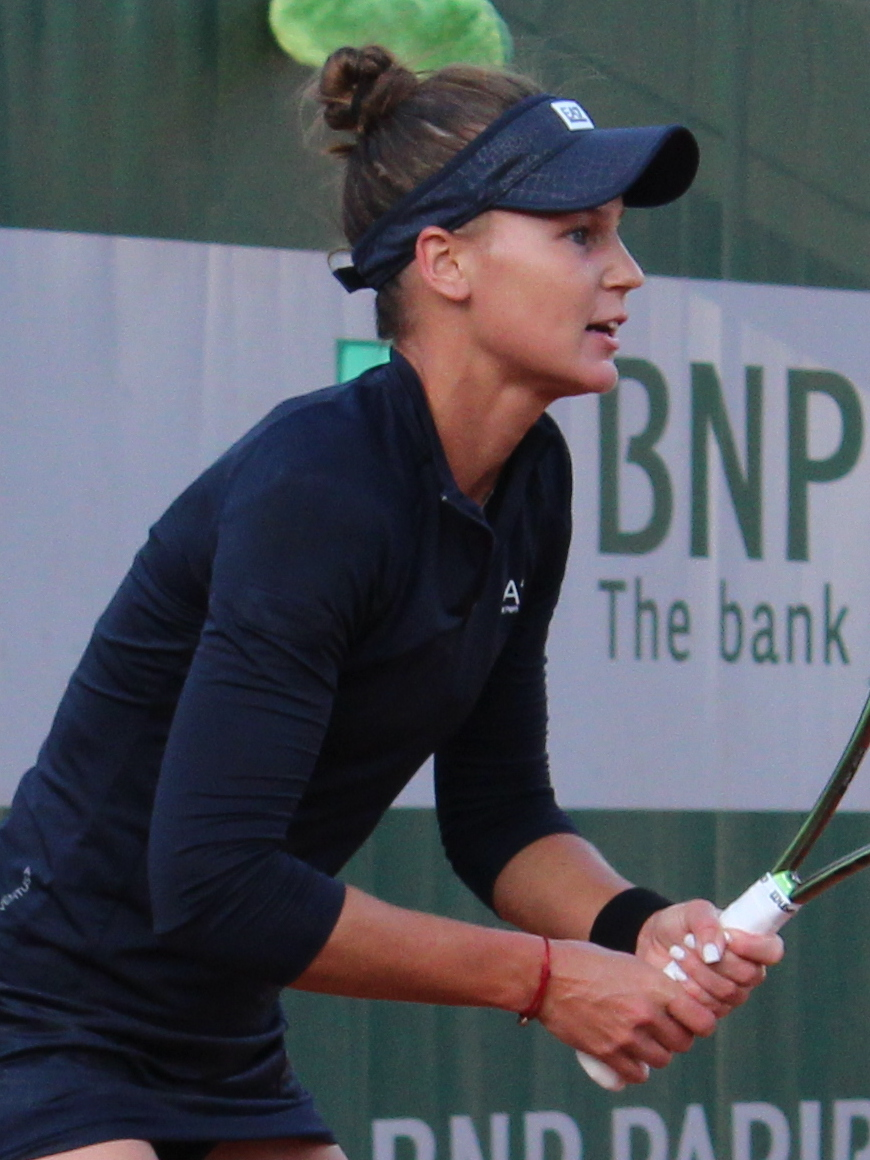
Na French Open 2023 si zahrála první kolo dvouhry a čtvrtfinále čtyřhry

Do prvního finále na okruhu WTA Tour se probojovala v dubnové čtyřhře Volvo Car Open 2019 v Charlestonu. Na zelené antuce v něm však s krajankou Irinou Chromačovovou nenašly recept na německo-polský pár Anna-Lena Grönefeldová a Alicja Rosolská. O týden později skončila opět jako poražená finalistka ve čtyřhře Ladies Open Lugano 2019, když v boji o titul s Galinou Voskobojevovou z Kazachstánu podlehly Rumunkám Soraně Cîrsteaové a Andreee Mituové.
Debut v hlavní soutěži nejvyšší grandslamové kategorie přišel v ženském deblu French Open 2017. S krajankou Natelou Dzalamidzeovou vypadly v úvodním kole. Dvouhry na majoru se premiérově zúčastnila na Australian Open 2019 po zvládnuté tříkolové kvalifikaci, kde v závěrečném zápase porazila Češku Terezu Martincovou. V úvodním kole singlové soutěže však její cestu pavoukem ukončila Američanka Sofia Keninová.
Premiérový titul na túře WTA si odvezla ze čtyřhry Wuhan Open 2019, kde vytvořila osmý nasazený pár s Číňankou Tuan Jing-jing. Ve finále přehrály belgicko-běloruské turnajové dvojky Elise Mertensovou s Arynou Sabalenkovou po dvousetovém průběhu, což pro ni znamenalo třetí kariérní trofej.
První singlovou trofej na túře WTA vyhrála ve 23 letech na dubnovém Volvo Car Open 2021 v Charlestonu. Do finále postoupila přes Sloane Stephensovou a Paulu Badosovou. V boji o titul přehrála 91. hráčku žebříčku Danku Kovinićovou z Černé Hory. Vylepšila tím finálové maximum z lednového Abu Dhabi Tennis Open 2021. Bodový zisk ji premiérově posunul do světové třicítky na 29. příčku. V sezóně 2022 odešla poražena ze tří finále dvouhry, když na Melbourne Summer Set podlehla Rumunce Simoně Halepové, na Dubai Tennis Championships Lotyšce Jeļeně Ostapenkové a na antukovém Istanbul Cupu krajance Anastasiji Potapovové. Do singlového čtvrtfinále grandslamu se poprvé probojovala na French Open 2022 přes třetí nasazenou Badosovou a Madison Keysovou. V něm však podlehla krajance Darje Kasatkinové ve dvou setech. Po čtvrtfinálové účasti na mexickém Guadalajara Open Akron se 24. října 2022 poprvé stala členkou elitní světové desítky, když jí patřilo 9. místo. Po boku Elise Mertensové si odvezla titul ze čtyřhry Turnaje mistryň. V závěrečném duelu WTA Finals 2022 zdolaly první světový pár Barboru Krejčíkovovou s Kateřinou Siniakovou a po skončení se stala světovou dvojkou ve čtyřhře. Ve druhém kole Wimbledonu 2023 prohrála s Markétou Vondroušovou. Ve světle probíhajícího válečného tažení vzpomenula pozdější vítězka Vondroušová poněkud výstřední chování ruské sportovkyně.

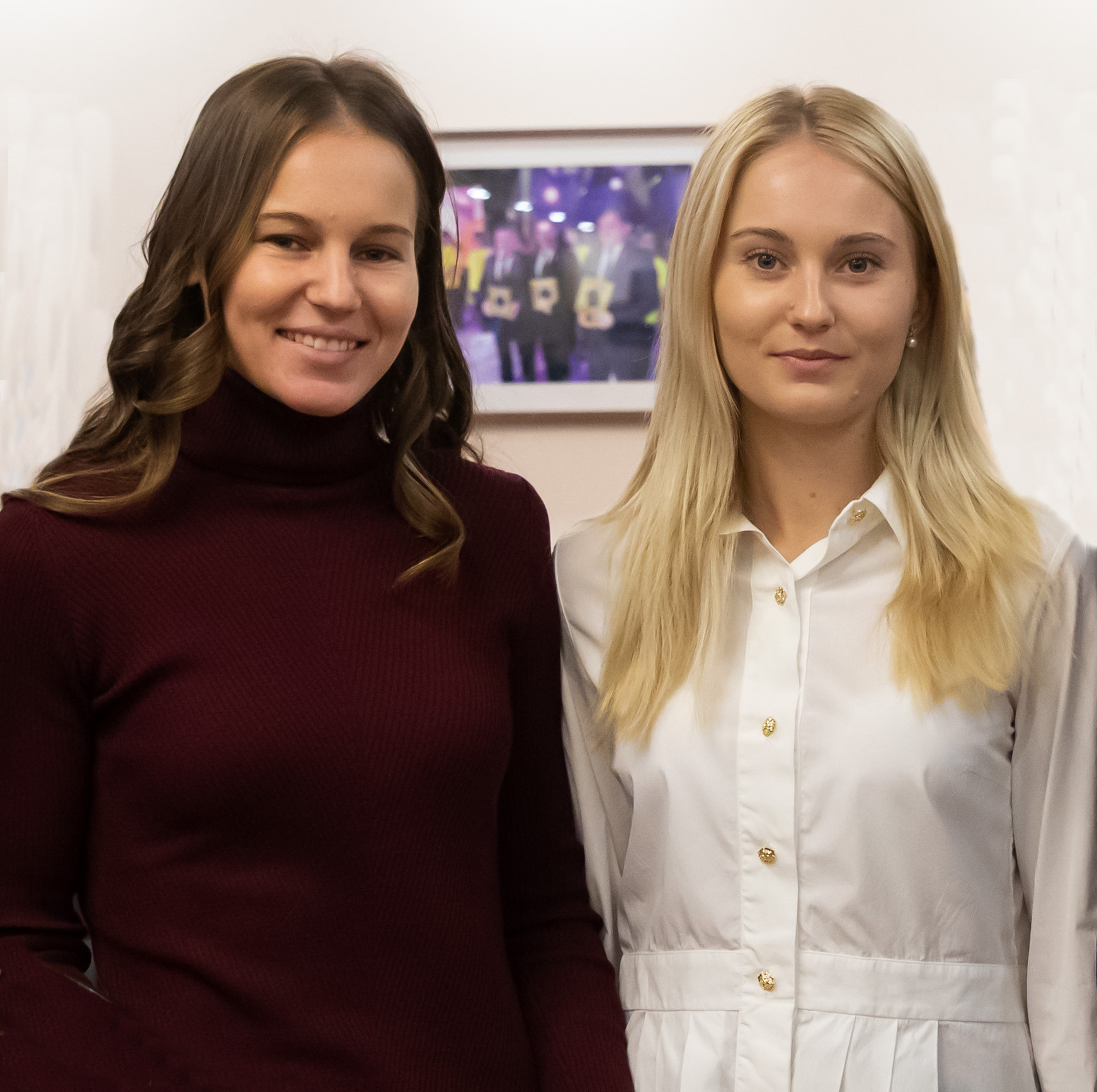
Sestry Veronika a Polina Kuděrmetovovy (2022)

Jako devětatřicátá hráčka žebříčku WTA byla ruským tenisovým svazem nominována na letní olympijské hry v Paříži. Mezinárodní olympijský výbor ve shodě s Mezinárodní tenisovou federací její účast zamítl kvůli setrvalému nošení loga olejářské firmy Tatněft, která je kvůli podpoře války na Ukrajině na sankčním seznamu.

## Soukromý život
V říjnu 2017 se provdala za svého trenéra Sergeje Děmechina. Tenistkou je také mladší sestra Polina Kuděrmetovová (* 2003), která na okruhu WTA Tour debutovala lednovým Australian Open 2023.

## Finále na Grand Slamu

### Ženská čtyřhra: 2 (1–1)
| Stav       | rok  | turnaj    | povrch | spoluhráčka      | soupeřky ve finále            | výsledek      |
| ---------- | ---- | --------- | ------ | ---------------- | ----------------------------- | ------------- |
| Finalistka | 2021 | Wimbledon | tráva  | Jelena Vesninová | Sie Šu-wej Elise Mertensová   | 6–3, 5–7, 7–9 |
| Vítězka    | 2025 | Wimbledon | tráva  | Elise Mertensová | Sie Šu-wej Jeļena Ostapenková | 3–6, 6–2, 6–4 |

## Finále Turnaje mistryň

### Čtyřhra: 1 (1–0)
| Stav    | rok  | turnaj                                | povrch    | spoluhráčka      | soupeřky ve finále                    | výsledek         |
| ------- | ---- | ------------------------------------- | --------- | ---------------- | ------------------------------------- | ---------------- |
| Vítězka | 2022 | WTA Finals, Fort Worth, Spojené státy | tvrdý (h) | Elise Mertensová | Barbora Krejčíková Kateřina Siniaková | 6–2, 4–6, [11–9] |

## Utkání o olympijské medaile

### Ženská čtyřhra
| Stav     | rok  | místo konání    | povrch | spoluhráčka      | soupeřky                          | výsledek         |
| -------- | ---- | --------------- | ------ | ---------------- | --------------------------------- | ---------------- |
| 4. místo | 2020 | Tokio, Japonsko | tvrdý  | Jelena Vesninová | Laura Pigossiová Luisa Stefaniová | 6–4, 4–6, [9–11] |

## Finále na okruhu WTA Tour
| Legenda                                          |
| ------------------------------------------------ |
| D – dvouhra; Č – čtyřhra                         |
| Grand Slam (1–1 Č)                               |
| Turnaj mistryň (1–0 Č)                           |
| WTA Elite Trophy (1–0 Č)                         |
| Premier Mandatory & Premier 5 / WTA 1000 (3–6 Č) |
| Premier / WTA 500 (2–2 D; 2–3 Č)                 |
| International / WTA 250 (0–3 D; 1–2 Č)           |

### Dvouhra: 7 (2–5)
| Stav       | č. | datum           | turnaj                            | kategorie | povrch     | soupeřka                 | výsledek           |
| ---------- | -- | --------------- | --------------------------------- | --------- | ---------- | ------------------------ | ------------------ |
| Finalistka | 1. | 13. ledna 2021  | Abú Zabí, Spojené arabské emiráty | WTA 500   | tvrdý      | Aryna Sabalenková        | 2–6, 2–6           |
| Vítězka    | 1. | 11. dubna 2021  | Charleston, Spojené státy         | WTA 500   | antuka (z) | Danka Kovinićová         | 6–4, 6–2           |
| Finalistka | 2. | 9. ledna 2022   | Melbourne, Austrálie              | WTA 250   | tvrdý      | Simona Halepová          | 3–6, 2–6           |
| Finalistka | 3. | 19. února 2022  | Dubaj, Spojené arabské emiráty    | WTA 500   | tvrdý      | Jeļena Ostapenková       | 0–6, 4–6           |
| Finalistka | 4. | 24. dubna 2022  | Istanbul, Turecko                 | WTA 250   | antuka     | Anastasija Potapovová    | 3–6, 2–6           |
| Finalistka | 5. | 18. června 2023 | 's-Hertogenbosch, Nizozemsko      | WTA 250   | tráva      | Jekatěrina Alexandrovová | 6–4, 4–6, 6–7(3–7) |
| Vítězka    | 2. | 1. října 2023   | Tokio, Japonsko                   | WTA 500   | tvrdý      | Jessica Pegulaová        | 7–5, 6–1           |

### Čtyřhra: 21 (9–12)
| Stav       | č.  | datum             | turnaj                                    | kategorie      | povrch     | spoluhráčka                | soupeřky ve finále                         | výsledek                 |
| ---------- | --- | ----------------- | ----------------------------------------- | -------------- | ---------- | -------------------------- | ------------------------------------------ | ------------------------ |
| Finalistka | 1.  | 7. dubna 2019     | Charleston, Spojené státy                 | Premier        | antuka (z) | Irina Chromačovová         | Anna-Lena Grönefeldová Alicja Rosolská     | 6–7(7–9), 2–6            |
| Finalistka | 2.  | 14. dubna 2019    | Lugano, Švýcarsko                         | International  | antuka     | Galina Voskobojevová       | Sorana Cîrsteaová Andreea Mituová          | 6–1, 2–6, [8–10]         |
| Vítězka    | 1.  | 28. září 2019     | Wu-chan, Čína                             | Premier 5      | tvrdý      | Tuan Jing-jing             | Elise Mertensová Aryna Sabalenková         | 7–6(7–3), 6–2            |
| Vítězka    | 2.  | 25. dubna 2021    | Istanbul, Turecko                         | WTA 250        | antuka     | Elise Mertensová           | Nao Hibinová Makoto Ninomijová             | 6–1, 6–1                 |
| Finalistka | 3.  | 10. července 2021 | Wimbledon, Londýn, Spojené království     | Grand Slam     | tráva      | Jelena Vesninová           | Sie Šu-wej Elise Mertensová                | 6–3, 5–7, 7–9            |
| Finalistka | 4.  | 16. října 2021    | Indian Wells, Spojené státy               | WTA 1000       | tvrdý      | Jelena Rybakinová          | Sie Šu-wej Elise Mertensová                | 6–7(1–7), 3–6            |
| Vítězka    | 3.  | 19. února 2022    | Dubaj, Spojené arabské emiráty            | WTA 500        | tvrdý      | Elise Mertensová           | Ljudmyla Kičenoková Jeļena Ostapenková     | 6–1, 6–3                 |
| Finalistka | 5.  | 25. února 2022    | Dauhá, Katar                              | WTA 1000       | tvrdý      | Elise Mertensová           | Coco Gauffová Jessica Pegulaová            | 3–6, 7–5, [5–10]         |
| Finalistka | 6.  | 3. dubna 2022     | Miami, Spojené státy                      | WTA 1000       | tvrdý      | Elise Mertensová           | Laura Siegemundová Věra Zvonarevová        | 6–7(3–7), 5–7            |
| Vítězka    | 4.  | 15. května 2022   | Řím, Itálie                               | WTA 1000       | antuka     | Anastasija Pavljučenkovová | Gabriela Dabrowská Giuliana Olmosová       | 1–6, 6–4, [10–7]         |
| Finalistka | 7.  | 11. června 2022   | 's-Hertogenbosch, Nizozemsko              | WTA 250        | tráva      | Elise Mertensová           | Ellen Perezová Tamara Zidanšeková          | 3–6, 7–5, [11–12]        |
| Vítězka    | 5.  | 7. listopadu 2022 | Turnaj mistryň, Fort Worth, Spojené státy | Turnaj mistryň | tvrdý (h)  | Elise Mertensová           | Barbora Krejčíková Kateřina Siniaková      | 6–2, 4–6, [11–9]         |
| Vítězka    | 6.  | 25. února 2023    | Dubaj, Spojené arabské emiráty (2)        | WTA 1000       | tvrdý      | Ljudmila Samsonovová       | Čan Chao-čching Latisha Chan               | 6–4, 6–7(4–7), [10–1]    |
| Vítězka    | 7.  | 29. října 2023    | Ču-chaj, Čína                             | Elite Trophy   | tvrdý      | Beatriz Haddad Maiová      | Miju Katová Aldila Sutjiadiová             | 6–3, 6–3                 |
| Vítězka    | 8.  | 21. dubna 2024    | Stuttgart, Německo                        | WTA 500        | antuka (h) | Čan Chao-čching            | Ulrikke Eikeriová Ingrid Neelová           | 4–6, 6–3, [10–2]         |
| Finalistka | 8.  | 23. června 2024   | Berlín, Německo                           | WTA 500        | tráva      | Čan Chao-čching            | Wang Sin-jü Čeng Saj-saj                   | 2–6, 5–7                 |
| Finalistka | 9.  | 29. června 2024   | Bad Homburg, Německo                      | WTA 500        | tráva      | Čan Chao-čching            | Nicole Melichar-Martinezová Ellen Perezová | 6–4, 3–6, [8–10]         |
| Finalistka | 10. | 6. října 2024     | Peking, Čína                              | WTA 1000       | tvrdý      | Čan Chao-čching            | Sara Erraniová Jasmine Paoliniová          | 4–6, 4–6                 |
| Finalistka | 11. | 4. května 2025    | Madrid, Španělsko                         | WTA 1000       | antuka     | Elise Mertensová           | Sorana Cîrsteaová Anna Kalinská            | 7–6(12–10), 2–6, [10–12] |
| Finalistka | 12. | 18. května 2025   | Řím, Itálie                               | WTA 1000       | antuka     | Elise Mertensová           | Sara Erraniová Jasmine Paoliniová          | 4–6, 5–7                 |
| Vítězka    | 9.  | 13. července 2025 | Wimbledon, Londýn, Spojené království     | Grand Slam     | tráva      | Elise Mertensová           | Sie Šu-wej Jeļena Ostapenková              | 3–6, 6–2, 6–4            |

## Finále série WTA 125
| Legenda                  |
| ------------------------ |
| D – dvouhra; Č – čtyřhra |
| WTA 125 (1–0 D; 4–0 Č)   |

### Dvouhra: 1 (1–0)
| Stav    | č. | datum       | turnaj              | povrch | soupeřka ve finále | výsledek |
| ------- | -- | ----------- | ------------------- | ------ | ------------------ | -------- |
| Vítězka | 1. | březen 2019 | Guadalajara, Mexiko | tvrdý  | Marie Bouzková     | 6–2, 6–0 |

### Čtyřhra: 4 (4–0)
| Stav    | č. | datum         | turnaj                   | povrch      | spoluhráčka          | soupeřky ve finále                  | výsledek              |
| ------- | -- | ------------- | ------------------------ | ----------- | -------------------- | ----------------------------------- | --------------------- |
| Vítězka | 1. | listopad 2016 | Tchaj-pej, Tchaj-wan     | koberec (h) | Natela Dzalamidzeová | Čang Kchaj-čen Čuang Ťia-žung       | 4–6, 6–3, [10–5]      |
| Vítězka | 2. | listopad 2017 | Tchaj-pej, Tchaj-wan (2) | koberec (h) | Aryna Sabalenková    | Monique Adamczaková Naomi Broadyová | 2–6, 7–6(7–5), [10–6] |
| Vítězka | 3. | listopad 2018 | Bombaj, Indie            | tvrdý       | Natela Dzalamidzeová | Bibiane Schoofsová Barbora Štefková | 6–4, 7–6(7–4)         |
| Vítězka | 4. | listopad 2018 | Limoges, Francie         | tvrdý (h)   | Galina Voskobojevová | Timea Bacsinszká Věra Zvonarevová   | 7–5, 6–4              |

## Finále na okruhu ITF
| Dotace turnajů okruhu ITF | Dotace turnajů okruhu ITF |
| ------------------------- | ------------------------- |
| 100 000 $ tournaments     | 80 000 $ tournaments      |
| 75 000 $ tournaments      | 60 000 $ tournaments      |
| 50 000 $ tournaments      | 25 000 $ tournaments      |
| 15 000 $ tournaments      | 10 000 $ tournaments      |

### Dvouhra: 8 (4–4)
| Stav       | č. | datum             | turnaj              | povrch    | soupeřka ve finále    | výsledek                |
| ---------- | -- | ----------------- | ------------------- | --------- | --------------------- | ----------------------- |
| Finalistka | 1. | 24. února 2014    | Astana, Kazachstán  | tvrdý (h) | Olga Dorošinová       | 7–6(7–5), 4–6, 6–7(6–8) |
| Vítězka    | 1. | 3. března 2014    | Astana, Kazachstán  | tvrdý (h) | Olga Dorošinová       | 7–6(7–2), 7–6(7–3)      |
| Finalistka | 2. | 1. června 2015    | Andižan, Uzbekistán | tvrdý     | Barbora Štefková      | 5–7, 3–6                |
| Finalistka | 3. | 23. května 2016   | Andižan, Uzbekistán | tvrdý     | Sabina Šaripovová     | 5–7, 0–6                |
| Vítězka    | 2. | 11. července 2016 | Imola, Itálie       | koberec   | Michaëlla Krajiceková | 6–4, 6–2                |
| Finalistka | 4. | 25. července 2016 | Astana, Kazachstán  | tvrdý     | Aljona Sotnikovová    | 2–6, 3–6                |
| Vítězka    | 3. | 5. září 2016      | Telavi, Gruzie      | antuka    | Deniz Chazaňuková     | 7–5, 6–4                |
| Vítězka    | 4. | 11. března 2018   | Jokohama, Japonsko  | tvrdý     | Harriet Dartová       | 6–2, 6–4                |

### Čtyřhra (16 titulů)
| č.  | datum             | turnaj                       | povrch    | spoluhráčka           | soupeřky ve finále                           | výsledek         |
| --- | ----------------- | ---------------------------- | --------- | --------------------- | -------------------------------------------- | ---------------- |
| 1.  | 24. června 2013   | Šymkent, Kazachstán          | antuka    | Margarita Lazarevová  | Jekatěrina Gubanovová Darja Lodikovová       | 6–4, 6–2         |
| 2.  | 12. srpna 2013    | Kazaň, Rusko                 | tvrdý     | Jevgenija Rodinová    | Alexandra Artamonovová Martina Borecká       | 5–7, 6–0, [10–8] |
| 3.  | 28. dubna 2014    | Andižan, Uzbekistán          | tvrdý     | Albina Chabibulinová  | Polina Monovová Jana Sizikovová              | 6–4, 7–6(7–5)    |
| 4.  | 8. září 2014      | Moskva, Rusko                | antuka    | Xenia Knollová        | Alexandra Artamonovová Polina Monovová       | 7–6(12–10), 7–5  |
| 5.  | 3. srpna 2015     | Moskva, Rusko                | antuka    | Natela Dzalamidzeová  | Oleksandra Korašviliová Valerija Strachovová | 6–3, 6–3         |
| 6.  | 9. listopadu 2015 | Minsk, Bělorusko             | tvrdý (h) | Başak Eraydınová      | Anastasija Frolovová Jekatěrina Jašinová     | 6–3, 6–1         |
| 7.  | 11. ledna 2016    | Daytona Beach, Spojené státy | antuka    | Natela Dzalamidzeová  | Sharon Fichmanová Carol Zhaová               | 6–4, 6–3         |
| 8.  | 4. dubna 2016     | Karši, Uzbekistán            | tvrdý     | Natela Dzalamidzeová  | Xenia Lykinová Polina Monova                 | 4–6, 6–4, [10–7] |
| 9.  | 20. června 2016   | Moskva, Rusko                | antuka    | Natela Dzalamidzeová  | Anna Morginová Ganna Požnichirenková         | 6–1, 6–2         |
| 10. | 25. července 2016 | Astana, Kazachstán           | tvrdý     | Natela Dzalamidzeová  | Polina Monovová Jana Sizikovová              | 6–2, 6–3         |
| 11. | 5. září 2016      | Telavi, Gruzie               | antuka    | Natela Dzalamidzeová  | Tatia Mikadzeová Sofia Šapatavová            | 6–4, 6–2         |
| 12. | 24. října 2016    | Liou-čou, Čína               | tvrdý     | Alexandra Pospělovová | Jacqueline Cakoová Sabina Šaripovová         | 6–2, 6–4         |
| 13. | 15. dubna 2017    | Istanbul, Turecko            | tvrdý     | İpek Soyluová         | Xenia Lykinová Polina Monovová               | 4–6, 7–5, [11–9] |
| 14. | 10. června 2017   | Marseille, Francie           | antuka    | Natela Dzalamidzeová  | Dalma Gálfiová Dalila Jakupovićová           | 7–6(7–5), 6–4    |
| 15. | 17. července 2017 | Astana, Kazachstán           | tvrdý     | Natela Dzalamidzeová  | Ysaline Bonaventureová Naomi Broadyová       | 6–2, 6–0         |
| 16. | 23. září 2017     | Petrohrad, Rusko             | tvrdý (h) | Anna Blinkovová       | Belinda Bencicová Michaela Hončová           | 6–3, 6–1         |

## Finále soutěží družstev: 1 (1–0)
| Stav  | Č. | Datum             | Soutěž                            | Povrch    | Spoluhráčky                                                                                | Soupeřky                                                                   | Výsledek |
| ----- | -- | ----------------- | --------------------------------- | --------- | ------------------------------------------------------------------------------------------ | -------------------------------------------------------------------------- | -------- |
| Vítěz | 1. | 6. listopadu 2021 | Billie Jean King Cup Praha, Česko | tvrdý (h) | Anastasija Pavljučenkovová Darja Kasatkinová Jekatěrina Alexandrovová Ljudmila Samsonovová | Belinda Bencicová Jil Teichmannová Viktorija Golubicová Stefanie Vögeleová | 2–0      |